# Benidoleig
Benidoleig és un municipi de la comarca de la Marina Alta, País Valencià.
Segons el cens de 2012, té 1.315 habitants.

## Geografia
El terme, de 7,5 km², és ric en rutes per a la pràctica del senderisme, entre les quals destaca la pujada a la serra del Seguili per les impressionants vistes des del seu cim. Però el major atractiu geogràfic, i turístic, és la cova de les Calaveres, el nom de la qual prové de les calaveres que s'hi van trobar en 1768 i que, segons la llegenda popular són les d'un rei moro i les seues 100 dones. Cavanilles ja la cita en les seues Observacions; en la seua rodalia hi ha el llac anomenat Toll Blau.

### Límits
El terme municipal de Benidoleig limita amb els d'Alcalalí, Beniarbeig, Benimeli, Orba, Pedreguer, el Ràfol d'Almúnia, Sanet i els Negrals i Tormos (tots a la mateixa comarca).

### Accés
S'accedix a Benidoleig per la CV-731 que prové d'Orba (per l'oest) i Ondara (per l'est).

## Història
En el seu origen fou un alqueria àrab de les moltes que s'instal·laren a la ribera del riu Girona. Conquistada per Jaume I, el seu primer propietari fou Hug de Cardona, antecessor del marqués de Guadalest. Posteriorment va revertir de nou a la Corona i fou cedit per esta als ducs de Mandas i Vilanova. L'any 1260 és adquirida per Joan Crisòstom Julià Figuerola Munyós. Canvia novament de propietaris fins a acabar en mans del baró de Santa Bàrbara. En el moment de l'expulsió dels moriscos n'hi havia unes 50 famílies; en 1611 fou repoblada amb mallorquins. En 1620 aconseguí el títol de baronia. En ser permutada la parròquia de Tormos per la de Benidoleig, esta passà a dependre de la rectoria d'Orba fins a l'any 1802, any en què també va assolir la independència municipal d'eixa població.

### Toponímia
Segons el DCVB, el topònim Benidoleig prové de l'àrab bani Dulaj que significa 'fills o descendents de Doleig'. La paraula Dulaj com a nom personal podria procedir al seu torn de l'antropònim germànic Dolehidus, que ja apareix documentat l'any 913.

## Demografia i economia
Segons el cens de 2019, hi ha empadronades 1.095 persones. L'economia depèn principalment de l'agricultura, i el cultiu més estès és el dels cítrics; també té notable importància la producció de panses per a mistela. Pel que fa al turisme, hi ha diverses urbanitzacions que allotgen residents vinguts d'arreu d'Europa.
| 1900 | 1910 | 1920 | 1930 | 1940 | 1950 | 1960 | 1970 | 1981 | 1991 | 2000 | 2005  | 2007  | 2009  | 2011  | 2019  |
| ---- | ---- | ---- | ---- | ---- | ---- | ---- | ---- | ---- | ---- | ---- | ----- | ----- | ----- | ----- | ----- |
| 641  | 527  | 678  | 675  | 719  | 703  | 678  | 681  | 725  | 826  | 860  | 1.044 | 1.139 | 1.275 | 1.305 | 1.095 |

## Política i govern

### Composició de la Corporació Municipal
El Ple de l'Ajuntament està format per 9 regidors. En les eleccions municipals de 26 de maig de 2019 foren elegits 
4 regidors del Partit Socialista del País Valencià (PSPV-PSOE), 4 de Compromís per Benidoleig (Compromís) i 1 del Partit Popular (PP).
| Eleccions municipals de 26 de maig de 2019 - Benidoleig |                                          |                                     |                                     |      |          |          |
| Candidatura | Candidatura                              | Candidatura                         | Cap de llista                       | Vots | Vots     | Regidors |
| | Partit Socialista del País Valencià-PSOE |                                     | Pedro Antonio Seguí Caselles        | 248  | 42,25%   | 4 ()     |
| | Compromís per Benidoleig                 |                                     | Marcos Alfredo Levy Caravaca        | 228  | 38,84%   | 4 ()     |
| | Partit Popular                           |                                     | Aurora Reig García                  | 106  | 18,06%   | 1 ()     |
| | Vots en blanc                            |                                     |                                     | 5    | 0,85%    |          |
| Total vots vàlids i regidors | Total vots vàlids i regidors             | Total vots vàlids i regidors        | Total vots vàlids i regidors        | 587  | 100 %    | 9        |
| | Vots nuls                                | Vots nuls                           | Vots nuls                           | 13   | 2,17%    |          |
| Participació (vots vàlids més nuls) | Participació (vots vàlids més nuls)      | Participació (vots vàlids més nuls) | Participació (vots vàlids més nuls) | 600  | 75,19%** |          |
| Abstenció | Abstenció                                | Abstenció                           | Abstenció                           | 198* | 24,81%** |          |
| Total cens electoral | Total cens electoral                     | Total cens electoral                | Total cens electoral                | 798* | 100 %**  |          |
| Alcalde: Pedro Antonio Seguí Caselles (PSPV) (15/06/2019) Per ser la llista més votada, després de no haver obtingut majoria absoluta dels regidors (4 vots de PSPV) |                                          |                                     |                                     |      |          |          |
| Fonts: JEC, JEZ Dénia, M. Interior, Periòdic Ara. (* No són vots sinó electors. ** Percentatge respecte del cens electoral.)                                         |                                          |                                     |                                     |      |          |          |

### Alcaldia
Des de 2015 l'alcalde de Benidoleig és Pedro Antonio Seguí Caselles del Partit Socialista del País Valencià (PSPV-PSOE).
| Període                       | Alcalde o alcaldessa                                                   | Partit polític                            | Data de possessió                | Observacions                         |
| ----------------------------- | ---------------------------------------------------------------------- | ----------------------------------------- | -------------------------------- | ------------------------------------ |
| 1979–1983                     | José María Sirera Ballester                                            | UCD                                       | 19/04/1979                       | --                                   |
| 1983–1987                     | Juan Mengual Arbona                                                    | PSPV-PSOE                                 | 28/05/1983                       | --                                   |
| 1987–1991                     | Juan Mengual Arbona                                                    | PSPV-PSOE                                 | 30/06/1987                       | --                                   |
| 1991–1995                     | Juan Mengual Arbona                                                    | PSPV-PSOE                                 | 15/06/1991                       | --                                   |
| 1995–1999                     | María Purificación Far Ballester                                       | PSPV-PSOE                                 | 17/06/1995                       | --                                   |
| 1999–2003                     | Daniel Mas Galiana                                                     | PSPV-PSOE                                 | 03/07/1999                       | --                                   |
| 2003–2007                     | Josep Vicent Pons Peris                                                | BLOC                                      | 14/06/2003                       | --                                   |
| 2007–2011                     | Josep Vicent Pons Peris                                                | BLOC-Verds                                | 16/06/2007                       | --                                   |
| 2011–2015                     | Josep Vicent Pons Peris María Dolores Ern Agut Josep Vicent Pons Peris | BLOC-Compromís No adscrits BLOC-Compromís | 11/06/2011 02/01/2013 25/04/2013 | Moció de censura Anul·lació moció -- |
| 2015–2019                     | Pedro Antonio Seguí Caselles                                           | PSPV-PSOE                                 | 13/06/2015                       | --                                   |
| 2019-2023                     | Pedro Antonio Seguí Caselles                                           | PSPV-PSOE                                 | 15/06/2019                       | --                                   |
| Des de 2023                   | n/d                                                                    | n/d                                       | 17/06/2023                       | --                                   |
| Fonts: Generalitat Valenciana |                                                                        |                                           |                                  |                                      |

## Monuments i llocs d'interès

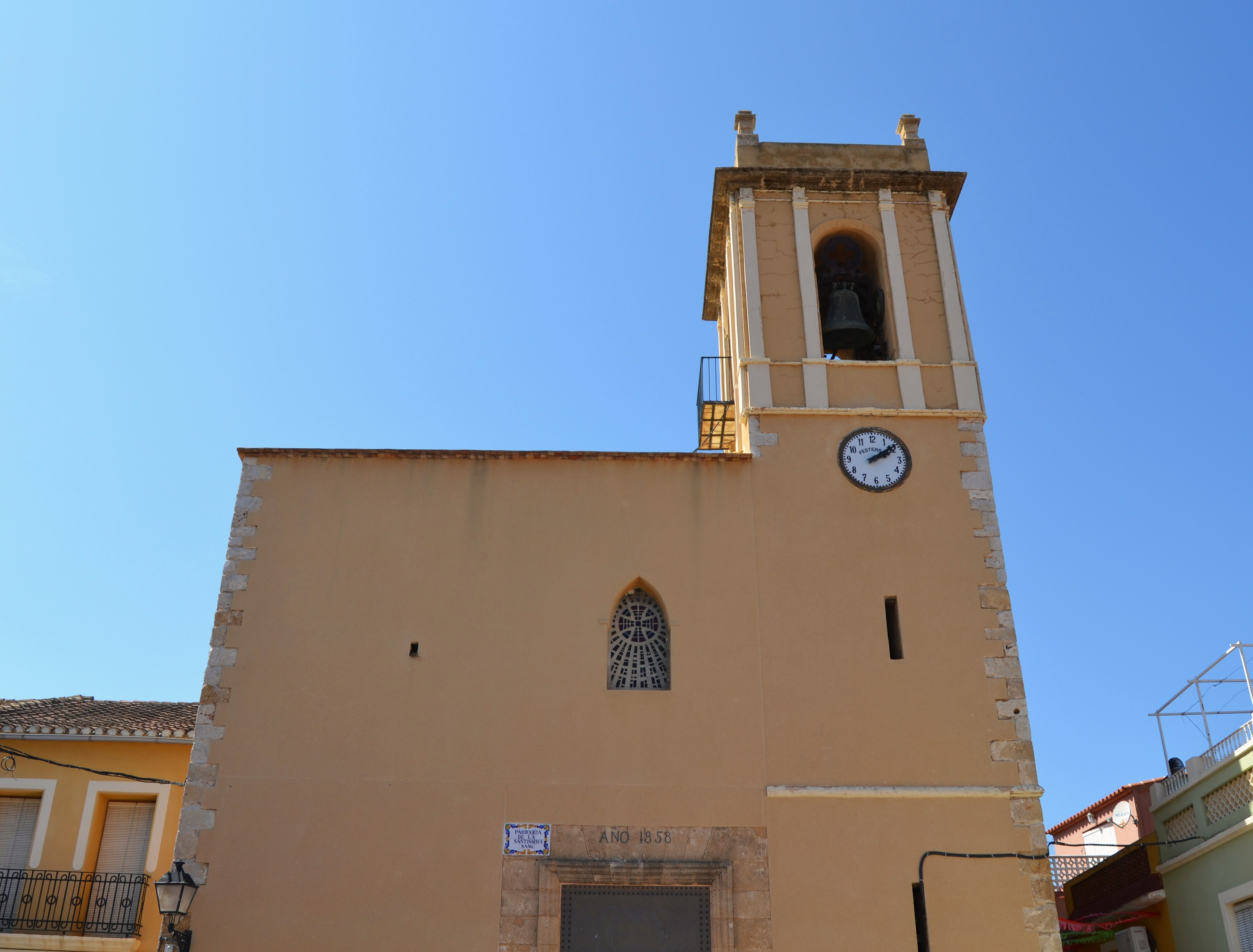
Església de la Santíssima Sang

En quant el seu patrimoni cal destacar:
- Església de la Santíssima Sang. Segle XIX.
- Casa senyorial del baró de Finestrat.
- Cova de les Calaveres. Cavitat amb més de 300 metres de recorregut on es poden observar estalactites i estalagmites, i voltes de més de 20 metres d'altura. Està situada al costat de la carretera que va de Pedreguer a Benidoleig. Té vestigis que fou habitada des del Paleolític mitjà i superior, des de l'1.300.000 al 150.000 abans de Crist.

## Gastronomia
Quant als menjars, cal parlar dels arrossos: amb conill i tomaca; amb fesols i card; al forn, entre d'altres. També cal destacar l'all i pebre amb anguiles o el putxero. Però un tret important de la gastronomia benidolajana són els aperitius, n'hi ha de tota classe: mandonguilles; bull amb ceba; faves bullides; capellans torrats, sang amb ceba. Per tancar els embotits amb la sobrassada, reminiscència del seu repoblament mallorquí, al capdavant.